# Atriplex falcata
Atriplex falcata là loài thực vật có hoa thuộc họ Dền. Loài này được (M.E.Jones) Standl. mô tả khoa học đầu tiên năm 1916.